# Критерий согласия Ватсона
Непараметрический критерий согласия Ватсона является развитием критерия согласия Крамера — Мизеса — Смирнова. Критерий был предложен для проверки простых гипотез о принадлежности анализируемой выборки полностью известному закону, то есть для проверки гипотез вида {\displaystyle H_{0}:F_{n}(x)=F(x,\theta )} с известным вектором параметров теоретического закона.
В критерии Ватсона используется статистика вида:
{\displaystyle U_{n}^{2}=\sum _{i=1}^{n}\left(F(x_{i},\theta )-{\frac {i-0,5}{n}}\right)^{2}-n\left({\frac {1}{n}}\sum _{i=1}^{n}F(x_{i},\theta )-0,5\right)^{2}+{\frac {1}{12n}}} ,
где {\displaystyle n} — объём выборки, {\displaystyle x_{1},x_{2},...,x_{n}} — упорядоченные по возрастанию элементы выборки.
При справедливости простой проверяемой гипотезы статистика {\displaystyle U_{n}^{2}} в пределе подчиняется распределению:
{\displaystyle G(u)=1-2\sum _{m=1}^{\infty }(-1)^{m-1}e^{-2m^{2}\pi ^{2}u}} .
Чтобы уменьшить зависимость распределения статистики от объёма выборки, можно использовать в критерии модификацию статистики вида
{\displaystyle U_{n}^{2*}=\left(U_{n}^{2}-0,1/n+0,1/n^{2}\right)(1+0,8/n)} .
Однако следует подчеркнуть, что зависимость распределения статистики {\displaystyle U_{n}^{2}} от объема выборки выражена слабо. При {\displaystyle n>20} отличием распределения статистики {\displaystyle U_{n}^{2}} от предельного распределения можно пренебречь.
При проверке простых гипотез критерий Ватсона по мощности несколько выигрывает у критерия Крамера-Мизеса-Смирнова
При проверке простых гипотез критерий является свободным от распределения, то есть не зависит от вида закона, с которым проверяется согласие.
Проверяемая гипотеза отклоняется при больших значениях статистики.

## Проверка сложных гипотез
При проверке сложных гипотез вида {\displaystyle H_{0}:F_{n}(x)\in \left\{F(x,\theta ),\theta \in \Theta \right\}} , где оценка {\displaystyle {\hat {\theta }}} скалярного или векторного параметра распределения {\displaystyle F(x,\theta )} вычисляется по той же самой выборке, критерий согласия Ватсона (как и все непараметрические критерии согласия) теряет свойство свободы от распределения.
При проверке сложных гипотез распределения статистик непараметрических критериев согласия зависят от ряда факторов: от вида наблюдаемого закона {\displaystyle F(x,\theta )} , соответствующего справедливой проверяемой гипотезе {\displaystyle H_{0}}; от типа оцениваемого параметра и числа оцениваемых параметров; в некоторых случаях от конкретного значения параметра (например, в случае семейств гамма- и бета-распределений); от метода оценивания параметров. Различия в предельных распределениях статистики при проверке простых и сложных гипотез очень существенны, поэтому пренебрегать этим ни в коем случае нельзя.